# Mozart Knabenchor Wien
Der Mozart Knabenchor Wien, ursprünglich Mozart Sängerknaben, später Amadeus Knabenchor Wien, ist ein österreichischer Knabenchor, der zu den bekanntesten Chören des Landes zählt und national wie international tätig ist.

## Geschichte
Im Jahr 1956 gründete Erich Schwarzbauer aus Anlass von Mozarts 200. Geburtstag die Mozartsängerknaben. Es sollte eine Einrichtung sein, die es den Kindern – anders als die Wiener Sängerknaben – ermöglicht, zu Hause zu wohnen und die Schule ihrer Wahl zu besuchen. Auch ohne Internat sollte durch das wöchentliche Zusammenkommen und Proben ein hoch qualitativer Chor entstehen. 
Das Jahr 1995 brachte durch den Tod des Gründers die Entscheidung, die Aktivitäten einzustellen, und beendete damit das Dasein der Mozartsängerknaben. Da der Name aus rechtlichen Gründen nicht weiter verwendet werden durfte, gründete deren damaliger künstlerischer Leiter  Peter Lang, gemeinsam mit einigen Eltern als Nachfolge-Organisation den „Amadeus Knabenchor Wien“. Im Jahr des 250. Geburtstages ihres Namensgebers, 2006, konnte eine erneute Namensänderung vorgenommen werden: mit dem Ergebnis, dass es wieder einen „Mozart Knabenchor“ in Österreich gibt.

## Repertoire
Im Repertoire ist der Chor der klassischen Musik naturgemäß sehr verbunden. Er sieht aber auch eine Verpflichtung den zeitgenössischen Komponisten gegenüber, um deren Werke der Öffentlichkeit zugänglich zu machen und das eigene Repertoire damit zu bereichern. 

## Konzerte und Tourneen
Die Auftritte des Chores sind vielfältig und erstrecken sich von den großen Bühnen der Musikwelt, wie der Wiener Staatsoper, der Wiener Volksoper, dem Goldenen Saal des Wiener Musikvereins und den großen Konzertsälen in aller Welt bis zu privaten Veranstaltungen oder abendlichen Soiréen in Wiener Palais. Darüber hinaus organisiert der Mozart Knabenchor Wien eigene Konzerte, bei welchen unter anderem große Chor- und Orchesterwerke aufgeführt werden. Diverse Tourneen und Konzertreisen führten den Mozart Knabenchor Wien bereits nach Japan, Südkorea, Taiwan, Singapur, Chile und nahezu alle Länder Europas.

## Kooperationen
Der Mozart Knabenchor Wien arbeitet immer wieder mit bekannten Künstlern und Orchestern zusammen, so zum Beispiel mit den Wiener Philharmonikern, dem SWR Symphonie-Orchester Baden-Baden und Freiburg, dem Orchestra Sinfonica Nazionale della RAI und anderen. Auch Weltstars wie Barbara Hendricks, Bertrand de Billy, Christian Boesch, Eric Ericson, Marcello Viotti, Sylvain Cambreling, José Cura und Daniel Harding sind bereits mit dem Chor aufgetreten. Auch in Film und Fernsehen ist der Mozart Knabenchor Wien immer wieder zu sehen, unter anderem bei zahlreichen Auftritten für "Licht ins Dunkel", "Willkommen Österreich", "Wien heute", diversen Werbespots und der TV-Serie "Die Neue – eine Frau mit Kaliber".

## Bekannte ehemalige Mitglieder (Auswahl)
- Gerhard Ernst, Ensemblemitglied an der Volksoper Wien
- Alfred Šramek, Ensemblemitglied der Wiener Staatsoper
- León de Castillo,  Opernsänger (Tenor)[2]
- Alexander Horstmann, Musiker Sänger bei Ostbahnkurti und Denk
- Robert Lehrbaumer, Pianist, Dirigent, Organist